# Семеновська (Бабаєвський район)
Семеновська — присілок в Бабаєвському районі Вологодської області Росії.
Входить до складу Борисовського сільського поселення (з 1 січня 2006 року по 13 квітня 2009 року входила в Новолукінське сільське поселення).
Відстань по автодорозі до районного центру Бабаєво — 77 км, до центру муніципального утворення села Борисово-Судське по прямій — 9 км. Найближчі населені пункти — с. Пустошка, с. Сидорово, с. Сумароково. Станом на 2002 рік проживало 5 чоловік.